# Cunard White Star Line
La Cunard White Star Line fue una empresa naviera británica que surgió a partir de la fusión de dos compañías: la Cunard Line y la White Star Line, en  mayo de 1934. Fue una de las principales operadoras de transatlánticos entre 1934 y 1949.
Es principalmente conocida por ser la propietaria de los transatlánticos Aquitania, Berengaria, Britannic, Caronia, Georgic, Majestic, Mauretania (I), Mauretania (II), Olympic, Queen Elizabeth y Queen Mary.
Fue disuelta en diciembre de 1949, después de que Cunard adquiriera el 38% de la empresa que le pertenecía a la White Star y que aún no poseía, y tras la adquisición de sus activos y operaciones, volviendo a ser únicamente la Cunard Line.

## Historia

### Comienzos
A principios de los años 1930 la Cunard Line y la White Star Line estaban en graves dificultades financieras debido a la Gran Depresión, la caída del número de pasajeros y la avanzada edad de sus flotas. Los nuevos transatlánticos alemanes el SS Bremen y el SS Europa amenazaban el poderío en la travesía del Atlántico que tenían estas dos compañías.

#### Situación de la White Star Line

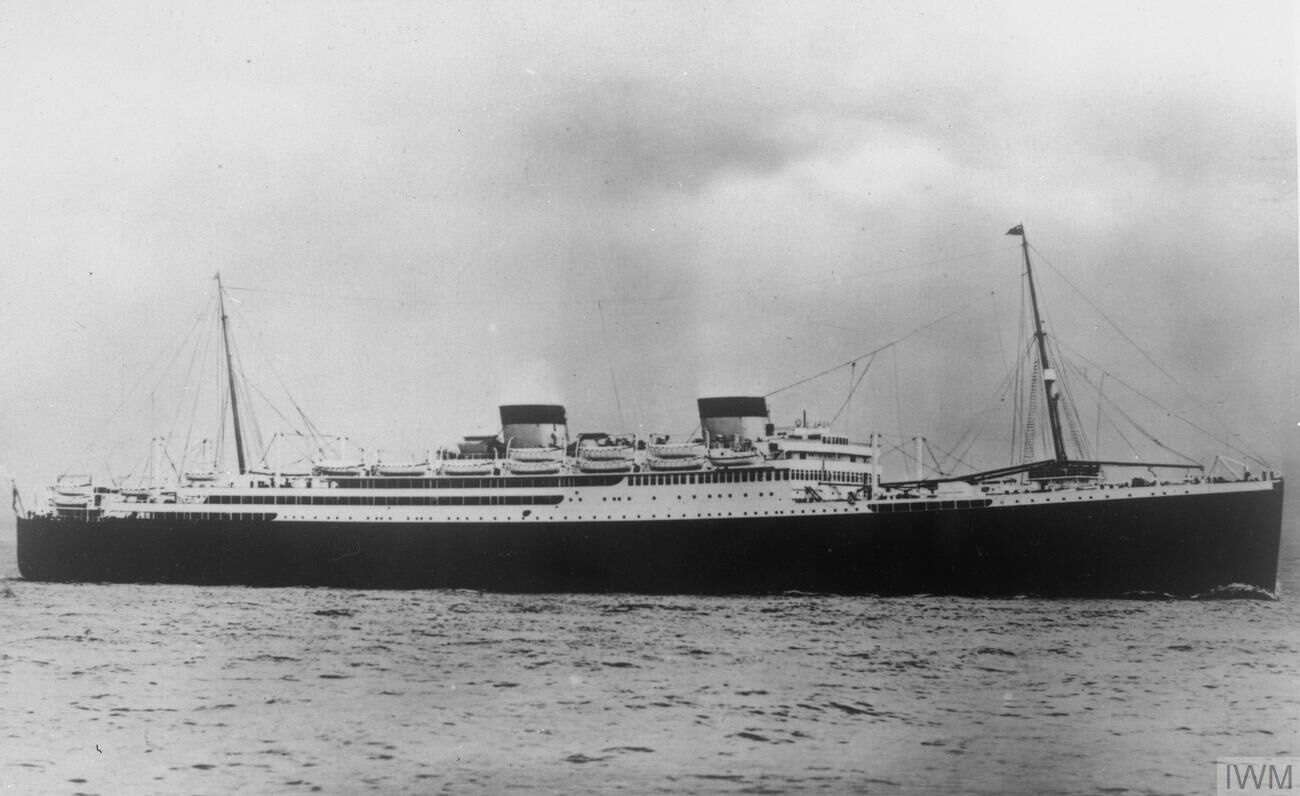

La White Star se encontraba en terribles dificultades financieras, debido principalmente a una oferta pública de adquisición fallida por Lord Kylsant, que casi llevó al total colapso de la compañía. Kylsant, quien también había comprado los astilleros de Harland & Wolff, intentó comprar la White Star con dinero que él y su compañía no tenían. Fue sentenciado a un año de prisión en 1931.
Estados Unidos recortó drásticamente la cantidad de recepción de inmigrantes; y el negocio principal de la White Star era el transporte de inmigrantes, así que esto le dejó pérdidas significativas. Los planes de construcción del RMMV Oceanic, un nuevo transatlántico de 300 m de eslora, fueron más tarde cancelados, y se construyeron el MV Britannic y el MV Georgic, estos fueron los últimos barcos construidos para la  empresa.

#### Situación de la Cunard Line

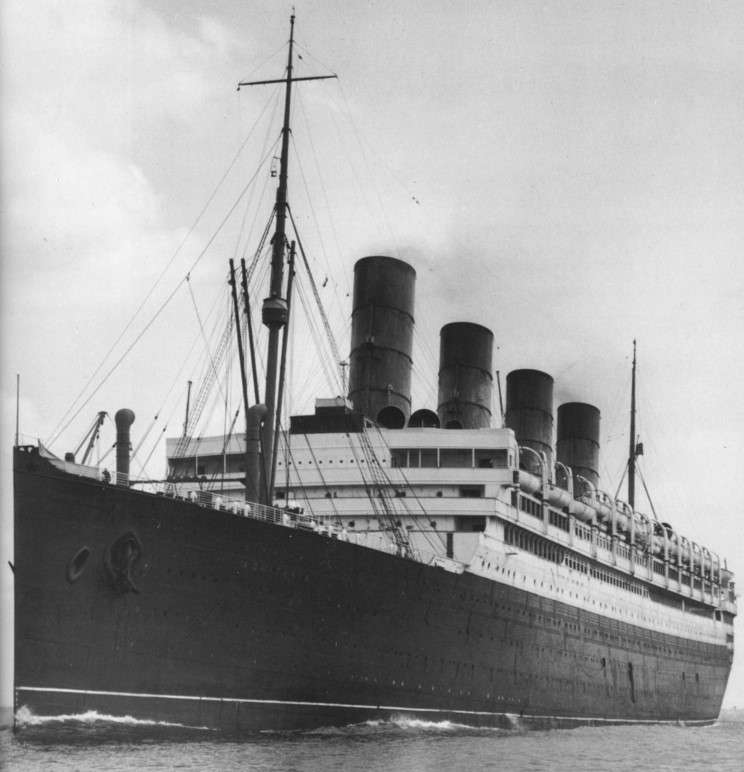

La principal competencia durante los años 1920 de la White Star fue la Cunard Line. Tras las nuevas adquisiciones de la NDL (Norddeutscher Lloyd), el Bremen y el Europa, Cunard había decidido construir una nueva generación de transatlánticos diseñados principalmente para competir con los de la competencia alemana, aunque la White Star también tenía planes propios para construir un nuevo transatlántico de 60 000 toneladas, el Oceanic; a pesar también de sus problemas financieros.
John Brown & Company comenzó a construir el nuevo barco de 81 000 toneladas de Cunard, y su quilla fue puesta el 1 de diciembre de 1930. El nombre del buque, Queen Mary, se mantuvo en secreto hasta su botadura, y solo era conocido como el «casco número 534».
La construcción se detuvo en 1931, debido a las condiciones económicas.
En 1934 la White Star estaba a punto de colapsar, y el gobierno británico expresó su preocupación por posibles pérdidas de empleo. El casco 534 había estado detenido durante dos años y medio, y David Kirkwood (parlamentario por Clydebank) hizo una petición en la Cámara de los Comunes para financiar la terminación del barco y reactivar la economía británica. El gobierno ofreció un préstamo a Cunard de 3 000 000 £ para completar el casco 534, así como de un adicional de 5 000 000 £  para construir un segundo buque, con la condición de que se fusionara con la White Star.
El acuerdo se completó el 30 de diciembre de 1933, siendo creada la Cunard White Star Ltd el 10 de mayo de 1934. Cunard contribuyó con 15 barcos a la nueva empresa, mientras que la White Star lo hizo con 11, de los cuales tres fueron inmediatamente retirados del servicio y desmantelados. 
Un año después de la fusión de ambas empresas, el RMS Olympic, el último buque de su clase, fue retirado del servicio y enviado al desguace; al igual que el RMS Mauretania.
El RMS Queen Mary fue botado al mar en septiembre de 1934, siendo terminado en 1936.

### Era dorada

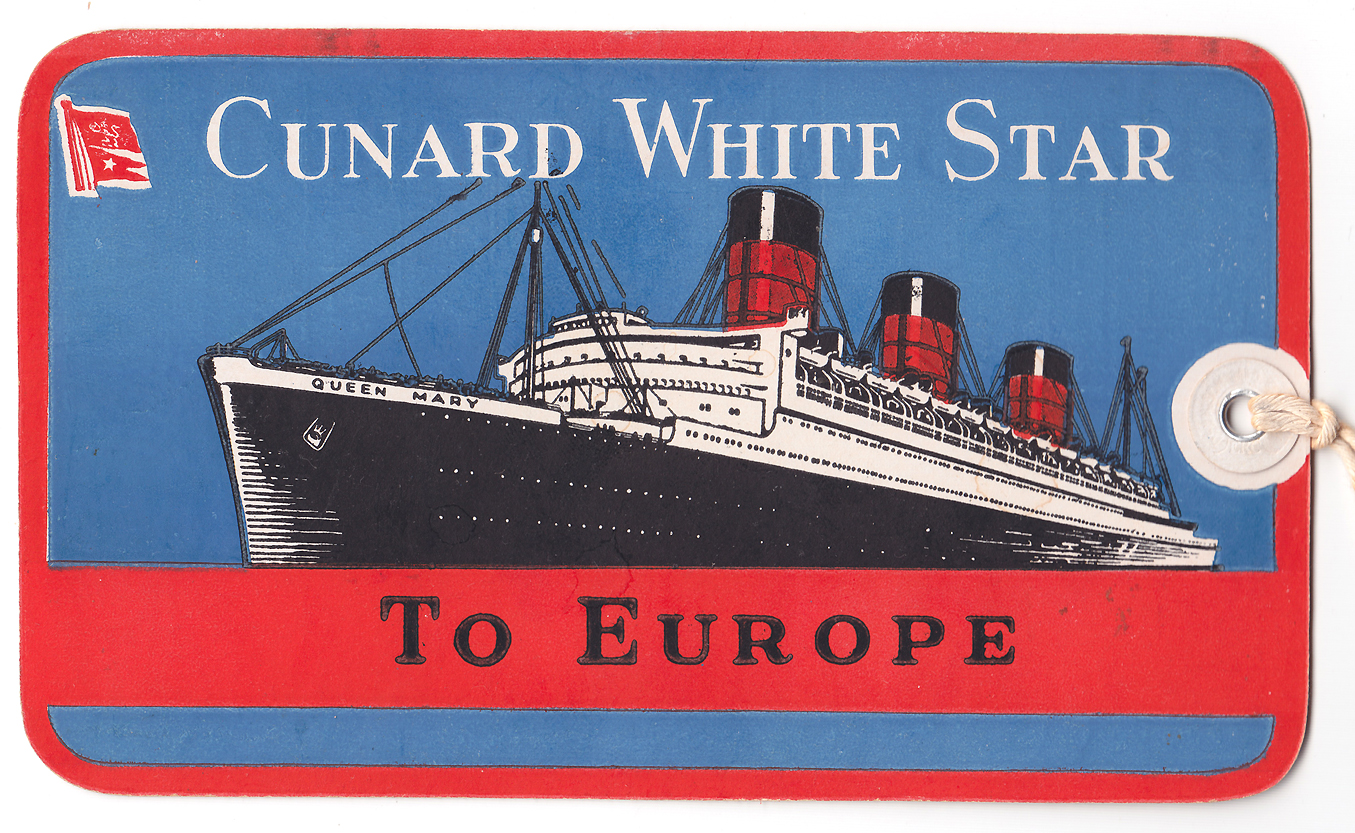
Etiqueta para maleta del, de la Cunard White Star

En 1936, el Queen Mary se unió a la flota de la Cunard White Star, constituyendo para la empresa un gran desafío para sustituir al Mauretania y al Olympic.  
Era el barco más grande (hasta que el navío francés SS Normandie incrementó su tonelaje en ese mismo año) y el más rápido del mundo (hasta 1952), así como el más grande jamás construido en el Reino Unido (hasta 1940). La imponente embarcación de 312 m de eslora y 36,14 m de manga desplazaba un total de 81 237 toneladas de registro bruto, propulsadas por 16 turbinas a vapor que generaban 160 000 CV de potencia en sus cuatro ejes, lo que le proporcionaba una velocidad de 30 nudos. 

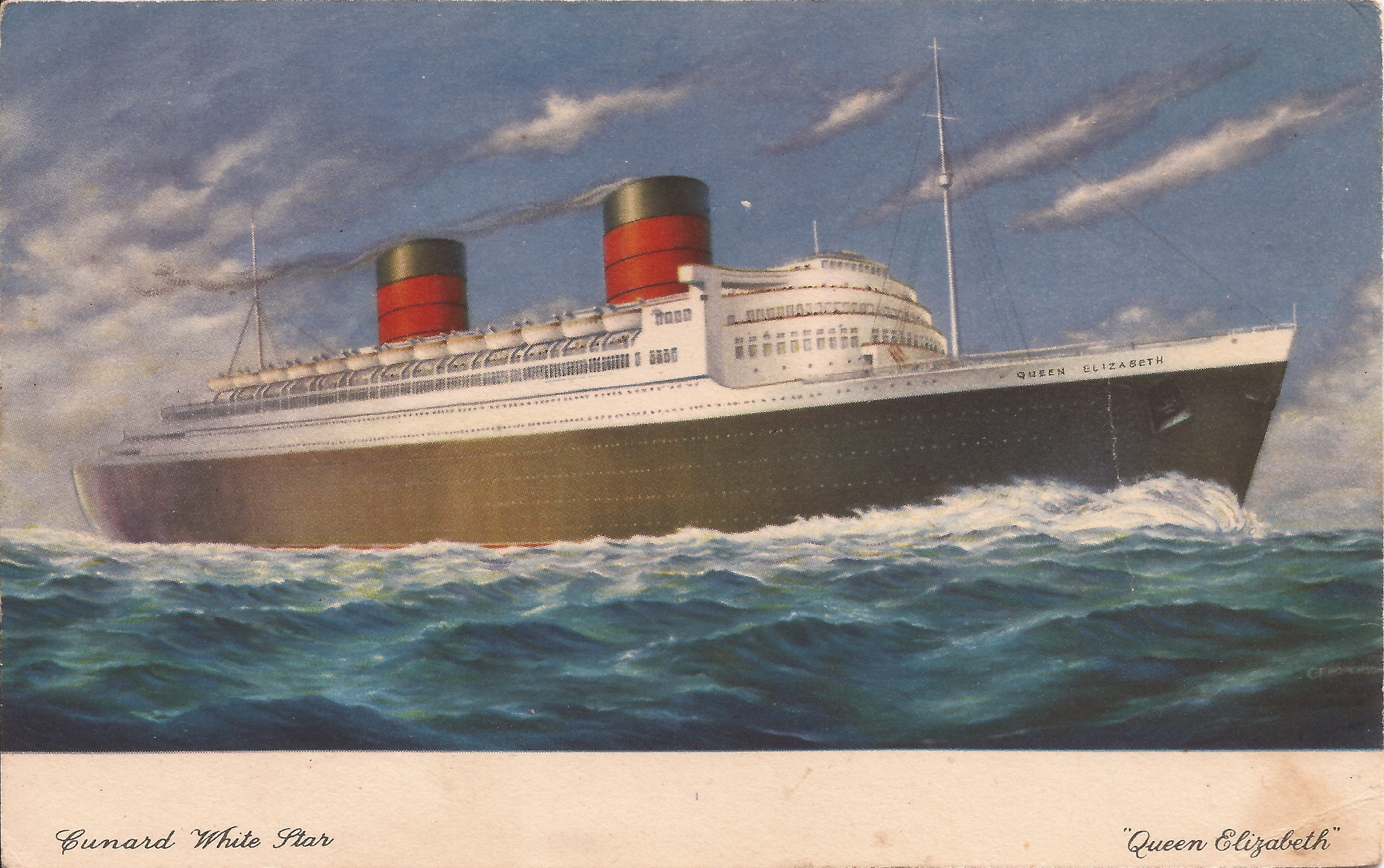
Postal del, lanzada por la Cunard White Star tras la Segunda Guerra Mundial

La nave contaba con 776 camarotes de primera clase, 784 de clase cabina y 579 de clase turista. El viaje inaugural, cubriendo la ruta Southampton-Cherburgo-Nueva York, fue pautado para el 27 de mayo. Pese a lo que se pensaba, no pudo quebrar el récord de velocidad en este viaje, debido al mal tiempo reinante. Tras esta primera travesía, permaneció en dique seco durante todo el mes de julio, mientras se hacían ajustes en las turbinas y los ejes de las cuatro hélices. Al regresar a la ruta del Atlántico Norte, el buque batió el récord de velocidad y le arrebató la Banda Azul al Normandie, de la naviera francesa CGT.
En 1939 entró en servicio el segundo RMS Mauretania, y al año siguiente, el buque gemelo del Queen Mary, el RMS Queen Elizabeth, se incorporó en el mercado.
Tras el estallido de la Segunda Guerra Mundial, gran parte de la flota fue requisada por el Almirantazgo Británico, entre ellos el Queen Mary, el Queen Elizabeth, el Aquitania y el Mauretania, los cuales sobrevivieron, pero muchas de las naves secundarias se perdieron. Tanto el RMS Lancastria como el RMS Laconia fueron hundidos con grandes pérdidas de vidas humanas.
El Queen Mary y el Queen Elizabeth eran frecuentemente abordados por celebridades, empresarios y políticos. Además de que se convirtieron en un icono de la época.

### Disolución
En 1947, Cunard adquirió el 38% de la compañía que aún no poseía, y el 31 de diciembre de 1949 adquirió los activos y operaciones de la Cunard White Star, y volvió a usar solamente el nombre de "Cunard". Tanto el MV Britannic como el MV Georgic continuaron navegando con los colores tradicionales de la ya desaparecida White Star.
Durante los años 1950, Cunard se encontraba en muy buena posición para aprovechar el aumento de los viajes del Atlántico Norte. Los Queens fueron una importante fuente generadora de divisas de EE. UU. para el Reino Unido. 
Hasta 1968 se continuó izando la bandera de la White Star en los buques de Cunard, lo cual era una práctica común en todos los navíos de la Cunard White Star desde su creación en 1934.

## Flota
| Barco           | Construcción | Años de servicio para la Cunard White Star | Tonelaje | Imagen |
| --------------- | ------------ | ------------------------------------------ | -------- | ------ |
| Mauretania      | 1906         | 1934-1935                                  | 31 938 t |        |
| Adriatic        | 1907         | Nunca entró en servicio                    | 24 541 t |        |
| Olympic         | 1911         | 1934-1935                                  | 46 439 t |        |
| Ceramic         | 1913         | 1934                                       | 18 400 t |        |
| Berengaria      | 1913         | 1934-1938                                  | 51 950 t |        |
| Homeric         | 1913         | 1934-1935                                  | 35 000 t |        |
| Aquitania       | 1914         | 1934-1949                                  | 45 650 t |        |
| Majestic        | 1914         | 1934-1936                                  | 56 551 t |        |
| Vedic           | 1918         | Nunca entró en servicio                    | 9 302 t  |        |
| Scythia         | 1921         | 1934-1949                                  | 19 700 t |        |
| Andania         | 1921         | 1934-1940                                  | 13 950 t |        |
| RMS Samaria     | 1922         | 1934-1949                                  | 19 700 t |        |
| Laconia         | 1922         | 1934-1942                                  | 19 700 t |        |
| Antonia         | 1922         | 1934-1942                                  | 13 900 t |        |
| Ausonia         | 1922         | 1934-1942                                  | 13 900 t |        |
| Lancastria      | 1922         | 1934-1940                                  | 16 250 t |        |
| Doric           | 1923         | 1934-1935                                  | 16 484 t |        |
| Franconia       | 1923         | 1934-1949                                  | 20 200 t |        |
| Aurania         | 1924         | 1934-1942                                  | 14 000 t |        |
| Carinthia       | 1925         | 1934-1940                                  | 20 200 t |        |
| Ascania         | 1925         | 1934-1949                                  | 14 000 t |        |
| Alaunia         | 1925         | 1934-1942                                  | 14 000 t |        |
| Calgaric        | 1927         | Nunca entró en servicio                    | 16 063 t |        |
| Laurentic       | 1927         | 1934-1936                                  | 18 724 t |        |
| Britannic       | 1929         | 1934-1949                                  | 26 943 t |        |
| Georgic         | 1932         | 1934-1949                                  | 27 759 t |        |
| Queen Mary      | 1936         | 1936-1949                                  | 80 750 t |        |
| Mauretania      | 1939         | 1939-1949                                  | 37 750 t |        |
| Queen Elizabeth | 1940         | 1940-1949                                  | 83 650 t |        |
| Media           | 1947         | 1947-1949                                  | 13 350 t |        |
| Parthia         | 1947         | 1947-1949                                  | 13 350 t |        |
| Caronia         | 1948         | 1948-1949                                  | 34 200 t |        |